# سانتا کلاوز مریخ را فتح می‌کند
سانتا کلاوز مریخ را فتح می‌کند (به انگلیسی: Santa Claus Conquers the Martians) فیلمی ۸۱ دقیقه‌ای به کارگردانی نیکلاس وبستر با بازی جان کال است.